# François Caradec
Pour les articles homonymes, voir Caradec.
François Caradec, né le 18 juin 1924 à Quimper (Finistère) et mort le 13 novembre 2008 à Paris 14e,, est un écrivain français, biographe et auteur de pastiches.

## Biographie
François Caradec était l'un des spécialistes français de la bande dessinée, notamment de l'un des précurseurs, George Colomb dit Christophe, et cultivait pastiches et mystifications de tout ordre. Il est l'auteur de biographies de référence de Lautréamont, d'Alfred Jarry, de Raymond Roussel, d'Alphonse Allais, de Willy et de Jane Avril. 
Il est membre du Collège de 'Pataphysique dont il est Régent de la chaire de « toponome et celtipète ». D'abord invité d'honneur de l'Oulipo en 1964, il y est ensuite coopté en 1983. Il suivit de près la création de l'Ouvroir de bande dessinée potentielle (Oubapo).
Aux côtés d'autres oulipiens comme Jacques Jouet, Paul Fournel et Hervé Le Tellier, il a été l'un des protagonistes de l'émission de radio Des Papous dans la tête de France Culture.
Il travailla chez Hachette (rue des Cévennes).
Il a beaucoup fait pour la diffusion et la publication rationnelle des œuvres d'Alphonse Allais, dont il est le grand spécialiste. De 1964 à 1970, il publie ses Œuvres complètes à La Table ronde, en onze volumes, les trois premiers pour les Œuvres anthumes, et les huit autres pour les Œuvres posthumes. En 1989, il reprend en un volume les Œuvres anthumes (tous les recueils parus du vivant d'Allais), chez Robert Laffont, dans la collection Bouquins ; il fait de même en 1996 pour les Œuvres posthumes, même éditeur, même collection, non plus pour une intégrale, mais pour une anthologie, présentée par ordre chronologique.
Il était membre de l'Académie Alphonse-Allais.

## Publications
- Christophe Colomb, Essai de biographie d'après les remarques et observations de l'auteur, agrémenté d'un fragment de citation latine tiré de L'Imitation et suivi de notes et d'une bibliographie, préface de Raymond Queneau, Grasset, 1956
- L' Affaire de la Gazette de Lausanne, Collège de pataphysique, 1958
- Joyeux Noël, préface d'Isidore Bernhart, bois d'Henri Boulage, éd. Lachenal frères, Paris, 1959
- Monsieur Tristecon, Temps Mêlés, 1960 ; réédition L'arbre vengeur, 2018, collection "L'Alambic", préface d'Eric Dussert.
- Encyclopédie des farces et attrapes, avec Noël Arnaud, Jean-Jacques Pauvert, 1964
- La Vie exemplaire de la femme à barbe, avec Jean Nohain, éditions La jeune Parque, Paris, 1969
- Littérature illettrée ou la littérature à la lettre, avec Noël Arnaud, Bizarre, no 32, 1964
- Trésors du rire, Pierre Horay, 1970
- Trésors du pastiche, Pierre Horay, 1971
- Vies de Raymond Roussel : 1877- 1933, Jean-Jacques Pauvert, 1972
- Isidore Ducasse, comte de Lautréamont, avec Albano Rodriguez, La Table ronde, 1970 - édition revue et augmentée, Idées Gallimard, 1975.
- Le Cadeau, un conte de François Caradec, Balland, 1973.
- À la recherche d’Alfred Jarry, Seghers, 1974.
- Guide de Versailles mystérieux, avec Jean-Robert Masson, Presses Pocket, 1975.
- Guide du Val-de-Loire mystérieux, avec Jean-Robert Masson, Presses Pocket, 1975.
- Histoire de la littérature enfantine en France, éditions Albin Michel, 1977.
- La Farce et le sacré : fêtes et farceurs, mythes et mystificateurs, Casterman, 1977.
- Dictionnaire du français argotique et populaire, Larousse, 1977, réédité sous le titre N’ayons pas peur des mots en 1988.
- Guide de Paris mystérieux, avec Jean-Robert Masson, Tchou, collection Les Guides Noirs, 1978.
- Le Café-Concert, avec Alain Weill, Hachette, 1980.
- Christophe, le génial auteur d’immortels chefs-d’œuvre : le Sapeur Camember, la Famille Fenouillard, le Savant Cosinus, Pierre Horay, 1981.
- Nous deux mon chien: portrait d’artiste, Pierre Horay, 1983. ; réédition L'arbre vengeur, 2023, collection "L'Alambic", prégueule d'Eric Dussert.
- Calembour, Éditions du Fourneau, 1983.
- Feu Willy : avec et sans Colette, Carrere-Editions 13, 1984.
- Petite encyclopédie du dessin drôle en France, Le Cherche midi, 1985.
- La Compagnie des zincs,  Ramsay, 1986 ; réédité illustré par des photographies de Robert Doisneau, Seghers, 1991.
- Raymond Roussel 1877-1933 : biographie d’un écrivain excentrique et génial, Fayard, 1997.
- Alphonse Allais, Belfond, réédité par Fayard en 1997.
- Craquements (doux), Plurielle, Les guère épais, 1997.
- Catalogue d’autographes rares et curieux, Éditions du Limon, 1998.
- Paul Allais, Œuvres complètes, 70 exemplaires hors commerce (épuisé), 1999.
- Le Porc, le Coq et le Serpent, Maurice Nadeau, 1999. (Quelques extraits étaient parus dans « Craquements doux » en 1997.
- Le Pétomane, avec Jean Nohain, Éditions Pauvert, 1965, nouvelle édition, Mazarin, 2000
- Dictionnaire du français argotique et populaire, nouvelle édition mise à jour, Larousse, coll. « Références Larousse », 2001.
- Jane Avril, Au moulin rouge avec Toulouse-Lautrec, Fayard, 2001.
- Willy, le père des Claudine, Fayard, 2004.
- Dictionnaire des gestes. Attitudes et mouvements expressifs en usage dans le monde entier, Fayard, 2005.
- La Café Concert, 1848-1914, avec Alain Weill, Paris, Fayard, 2007.
- Le Doigt coupé de la rue du Bison, Fayard Noir, 2008.
- Entrez donc, je vous attendais, Paris, Fayard, 2009.
- Entre miens. D'Alphonse Allais à Boris Vian, Flammarion, 2010.
- Poésies, Maurice Nadeau, 2013

### Ouvrages collectifs
- Nombreux volumes de La Bibliothèque oulipienne, Seghers et Le Castor astral.
- Les Papous dans la tête, l'anthologie, dir. Bertrand Jérôme et Françoise Treussard, Gallimard, 2007
- Le Dictionnaire des Papous dans la tête, dir. Françoise Treussard, Gallimard, 2007